# 川崎市立藤崎小学校
川崎市立藤崎小学校（かわさきしりつ ふじさきしょうがっこう）は、神奈川県川崎市川崎区にある公立小学校。

## 概要
本校は、川崎市の工業発展により、人口が増加した事から、周辺の施設では対応できなくなり、開校した。2022年度の在籍者数は632名。

## 沿革
出典
- 1955年（昭和30年）
  - 4月1日 - 開校。川中島小学校内7教室を借りて授業開始。開校時点の教員数は17名、児童数は第4学年までの684名。
  - 7月18日 - 川中島小学校より分離、川崎市最初のブロック校舎にて入校式挙行。校旗寄贈。
  - 10月12日 - 開校記念式典挙行し、祝賀会開催。
- 1957年（昭和32年）3月23日 - 第1回卒業式挙行。
- 1966年（昭和41年）
  - 2月4日 - 体育館竣工。
  - 2月25日 - 創立10周年記念式典挙行し、校歌制定。
- 1968年（昭和43年）7月15日 - プール新設。
- 1970年（昭和45年）6月1日 - 児童数が1556名となり、南部地区最大規模となった。
- 1971年（昭和46年）11月20日 - 特別教室棟（現:B棟）が全面完成。
- 1975年（昭和50年）10月12日 - 創立20周年記念式典挙行。岩石実習場設置。
- 1981年（昭和56年）
  - 8月10日 - 鉄筋3階建て新校舎竣工。
  - 10月15日 - 旧ブロック校舎お別れ集会開催。
- 1982年（昭和57年）2月24日 - 新校舎落成式典挙行。
- 1986年（昭和61年）
  - 2月15日 - 新体育館竣工。
  - 2月22日 - 創立30周年記念式典挙行し、岡本太郎作「喜び」と圓鍔元規作「希望」が寄贈された。
- 1995年（平成7年）10月21日 - 創立40周年記念式典挙行。
- 1996年（平成8年）
  - 3月31日 - プール全面改修工事。
  - 11月19日 - コンピュータールーム新設。
- 2005年（平成17年）11月12日 - 創立50周年記念式典挙行。ビオトープ・飼育小屋設置。
- 2006年（平成18年）8月30日 - 耐震補強工事（B棟校舎）完了。
- 2015年（平成27年）12月5日 - 創立60周年記念式典挙行。井戸設置。
- 2016年（平成28年）
  - 3月26日 - 創立60周年記念植樹（ハナミズキ[3]4本）。
  - 4月5日 - 国際教室新設。
- 2018年（平成30年）11月1日 - 「伝十郎桃」が川崎市地域文化財に認定される。
- 2020年（令和2年）6月 - 学校長期保全計画修繕開始。
- 2021年（令和3年）5月 - GIGAスクール構想開始。
- 2022年（令和4年）
  - 4月 - 校庭遊具改修。
  - 5月 - 学校長期保全計画修繕完了。
- 2023年（令和5年）3月 - 体育館トイレ改修。

## 学校教育目標
- ①すすんで学び、よく考え表現する子（知育）
- ②心豊かで、やさしく思いやりのある子（徳育）
- ③すすんで仕事をし、力を合わせて取り組む子（勤労・感謝）
- ④心身ともに健康で、たくましい子（体育）

## 校区
- 藤崎1丁目（1番地～3番地、13番地～22番地、30番地以降）
- 藤崎2丁目（全域）
- 藤崎3丁目（1番地～6番地）
- 藤崎4丁目（5番地～8番地、17番地、18番地、34番地以降）
- 観音1丁目（1番地、2番地、7番地～16番地）
- 観音2丁目（1番地～5番地、13番地～20番地）
- 池上新町2丁目（全域）
- 池上新町3丁目（全域）
- 水江町（全域）

## 交通アクセス
- 京急大師線川崎大師駅から、徒歩20分。
- JR川崎駅より、
  - 東口から市バス「川10」水江町行もしくは、臨港バス「川21」水江町行・エリーパワー行で、「池藤橋」バス停下車後、徒歩1分。
  - 上述の京急大師線に乗り換え、川崎大師駅下車後、徒歩。
- 首都高横羽線・川崎線大師ランプから、車で約3km・約6分。

## 周辺
- 社会福祉法人神奈川県社会福祉事業団かんのん町保育園 - 進学前保育園のひとつ。
- 川崎市立川中島中学校 - 主な進学先中学校
- 川崎市立田島支援学校桜校
- 川崎市立桜本中学校

## 著名な出身者
- 加藤大 - プロ野球選手